# Томас Фіцджеральд, 10-й граф Кілдер

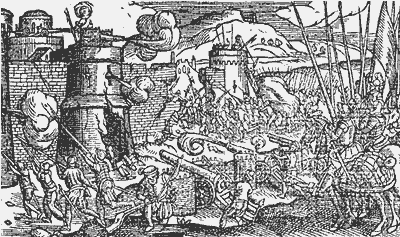
«Шовковий Томас» штурмує дублінський замок.

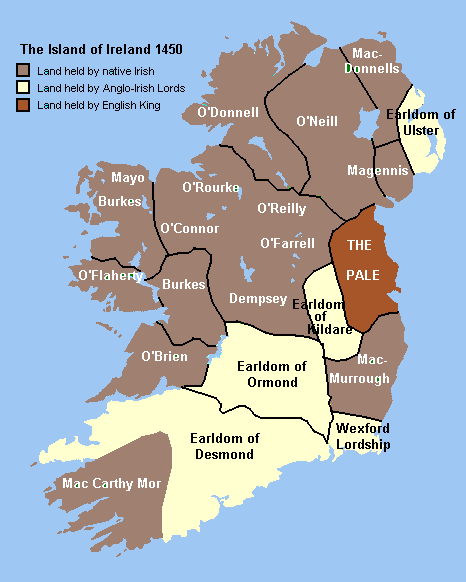
Ірландія в 1500 році. Показана англійська королнія Пейл, володіння Джеральдинів та територія незалежних ірландських королівств.

Прапор Святого Патріка.

Томас Фітцджеральд, 10-й граф Кілдер (англ. Thomas FitzGerald, 10th Earl of Kildare; 1513 — 3 лютого, 1537) — відомий як Шовковий Томас — ірландський аристократ валійського походження з династії ФітцДжеральдів, граф, політик, був провідною фігурою історії Ірландії в XVI столітті, лідер повстання, яке ввійшло в історію як «Повстання Шовкового Томаса». За віросповіданням — католик.

## Життєпис

### Молодість
Томас ФітцДжеральд належав до давньої аристократичної династії ФітцДжеральдів (Фіцджеральдів), що утвердилась в Ірландії після англо-норманського завоювання Ірландії в 1169 році.
Томас Фіцджеральд народився в Лондоні в 1513 році. Він був сином Джеральда ФітцДжеральда — ІХ графа Кілдер і його першої дружини Елізабет Зух, що була далекою родичкою короля Англії Генріха VII.
У лютому 1534 року його батько був викликаний до Лондона. Батько призначив 21-річного Томаса (на той час лорда Оффалі) заступником губернатора Ірландії на час його відсутності. У червні 1534 року Томас ФітцДжеральд отримав повідомлення, що його батько був страчений в Тауері, і що англійський уряд і король Англії мають намір вчинити з ним те саме — заарештувати, звинуватити в «державній зраді», а потім стратити. Це повідомлення було неправдивим, але виглядало на правду, бо батько його справді впав в немилість короля Англії — це було очевидно всім.

### Повстання
Томас ФітцДжеральд, зрозумівши, що він приречений скликав Раду абатства Святої Марії в Дубліні. 11 червня 1534 року він у супроводі озброєних воїнів з окремого загону, який в Ірландії називали «галлогласси» прибув а абатство. Галлогласси мали шовкову стрічку на шоломах — розпізнавальний знак. За це Томаса ФітцДжеральда нарекли «Шовковий Томас». Прибувши в абатство він публічно зрікся вірності королю Англії Генріху VIII і проголосив себе лордом незалежної Ірландії.
Канцлер Ірландії — архієпископ Джон Ален намагався переконати його не здіймати повстання і зберегти вірність королю Англії, але молодий лорд оглянувши присутніх і побачивши в очах сумніви і вагання виголосив вірш ірландською мовою про славні діяння своїх предків, а потім кинув серед зали меч. Це було оголошення війни королю Англії.
Граф Десмонд і багато хто з найстаріших і найкращих друзів його батька спробували поговорити з ним і переконати не здіймати повстання, але Томас вирішив йти до кінця. На посаді заступника губернатора Ірландії, володіючи титулом графа Кілдер, маючи величезні земельні володіння в Ірландії, Томас мав під своїм контролем більшу частину замків Пейлу — англійської колонії в Ірландії, королівські арсенали. Крім того він розраховував на підтримку ірландських кланів, що були незадоволені англійським пануванням і лишалися незалежними від англійської влади та підтримку «старих англійців» — ірландських аристократів англо-норманського походження, що були незадоволені владарюванням короля Генріха VIII, якого вважали жорстоким деспотом.
Проте, гарнізон Дублінського замку лишився вірним королю Англії. Шовковий Томас — тоді ще лорд Оффалі закликав лордів Пейлу присягнути йому на вірність і почати облогу Дублінського замку. Ті, лорди, які відмовились це зробити були взяті в полон і кинуті за ґрати в замок Мейнут. Землі, замки та майно, яке належало короні Англії Шовковий Томас оголосив конфіскованими, оголосив, що висилає з Ірландії під страхом смерті всіх, хто народився в Англії. Томас надіслав гінців до свого родича — лорда Батлера — сина графа Ормонда, запропонував йому розділити владу над королівством Ірландія, якщо той приєднається до повстання, але Батлер відмовився. Томас взяв заручників від основних аристократичних родин Дубліна як запоруку їх підтримки або нейтральності.
У липня 1534 року почався штурм Дублінського замку, але штурм був невдалим. Армія Шовкового Томасу була розбита. Джон Ален — архієпископ Дубліна намагався бути посередником між королем Англії та Шовковим Томасом, але невдало. Шовковий Томас був злий на Джона Алена за те, що той не підтримав повстання і не забезпечив йому підтримку церкви і духівництва. Джон Ален вирішив втекти з Ірландії на кораблі, але буря викинула корабель на берег біля Клонтарфу. Джон Ален знайшов притулок і сховок в Дубліні, в замку Артайн в свого друга Томаса Сент-Лоуренса. Але його виявили люди Шовкового Томаса. Коли Джон Ален постав перед Шовковим Томасом, то почав благати зберегти йому життя. Але молодий лорд відвернувся від нього і сказав: «Beir uaim an bodach» — «Бер вам ан бодах» — «Заберіть від мене цього хлопця» (ірл.) Ці слова прибічники Шовкового Томаса зрозуміли як наказ вбити, і тут же вбили Джона Алена. За цей злочин Папа римський відлучив Шовкового Томаса від церкви, а багато прихильників відвернулися від нього. Збереглася могила архієпископа на старому кладовищі. На цьому ж кладовищі є могила Річарда Голлівуда з Елм Парка та руїни церкви ХІІІ століття.
У цей час батько Шовкового Томаса — Джеральд ФітцДжеральд — ІХ грав Кілдер був живий і перебував у Лондоні. Насправді він не був страчений королем Англії. Але його батько хворів і помер. Юридично Шовковий Томас став Х графом Кілдер. Але король Англії не визнав за ним цей титул. Шовковий Томас відступив до свого замку Мейнут (Майнут). У березні 1535 року англійська армія під проводом сера Вільяма Скеффінгтона підступила до замку Майнут. Шовковий Томас був на той час відсутній в замку — він збирав нову армію та підкріплення. Вільям Скеффінгтон підкупив охорону замку і захопив замок. Гарнізон здався на милість переможця. Але Вільям Скеффінгтон наказав вбити всіх полонених без винятку. Ця жорстока різанина ввійшла в історію під назвою «Прощення Мейнут».
Шовковий Томас був переконаним католиком і помилково припустив, що він отримає широку підтримку серед католиків Британських островів, які були незадоволені Реформацією і виступають проти короля Англії Генріха VIII. Але на той час Генріх VIII не був остаточно відлучений від католицької церкви, Папа сподівався, що король повернеться в лоно святої церкви. Генріх VIII був остаточно відлучений від церкви тільки 17 грудня 1538 року.
У липні 1535 року з Англії прибув до Ірландії лорд Леонард Грей, що був призначений королем губернатором та лорд-депутатом Ірландії. Шовковий Томас бачив, що його армія тане, союзники кидають його, підтримка непокірних ірландських кланів теж виявилася примарною. Але Шовковий Томас лишався грізним супротивником корони Англії. Лорд Грей, бажаючи уникнути затяжної війни гарантував Шовковому Томасу прощення і збереження життя, гарантував особисту безпеку у випадку, якщо той капітулює на милість короля Англії. Шовковий Томас склав зброю і здався на милість короля. У жовтні 1535 року його відвезли до Лондона і кинули в Тауер. Не зважаючи на гарантії та обіцянки Леонарда Грея Шовкового Томаса та 5 його родичів відвезли в Тайберн і стратили 3 лютого 1537 року. Згідно повідомлень Г. Г. Ніхолса, Шовкового Томаса четвертували і поховали його тіло в Крост-Фрірес.
Повстання Шовкового Томаса змусило уряд Англії усвідомити серйозність ситуації в Ірландії, змусило проголосити в 1542 році королівство Ірландія, королем якого був король Англії. Були переглянуті повноваження лорд-депутата Ірландії та повноваження інших посадових осіб в Ірландії.